# KrimLit
KrimLit ist eine von der Kriminologischen Zentralstelle in Wiesbaden betriebene Literaturdokumentation für die Kriminologie. Sie enthält ca. 50.000 Nachweise vorwiegend aus dem deutschsprachigen Raum. Da KrimLit selbst keine Volltexte umfasst, fällt sie in die Kategorie der Referenzdatenbanken. KrimLit steht in der Tradition der Excerpta criminologica, deren deutschsprachiger Nachweisanteil in den 1960er-Jahren von dem Heidelberger Psychiater und Kriminologen Heinz Leferenz betreut wurde.

## Entwicklung
In Kooperation mit der Juris GmbH in Saarbrücken hat die Kriminologischen Zentralstelle seit 1986 eine Aufsatzdokumentation aus zentralen kriminologischen und kriminologisch relevanten Fachzeitschriften aufgebaut. In den 1990er-Jahren wurde die Aufsatzdokumentation nach Themen gegliedert in Jahresbänden veröffentlicht („Referatedienst Kriminologie“), danach in Form einer CD-ROM. Seit 2016 ist „KrimLit“ im Internet frei zugänglich. Seit 2017 ist das Leibniz-Institut für Psychologie (ZPID) neben der Juris GmbH ständiger Kooperationspartner und ermöglicht den weiteren Ausbau des Nachweisbestandes kriminalpsychologischer Provenienz.

## Inhalt
KrimLit besteht aus dem Bibliothekskatalog der KrimZ, einem kleineren Pool ausgewählter Sammelwerksbeiträge und der Aufsatzdokumentation, die sich durch inhaltserschließende Kurzreferate auszeichnet. Referiert werden kriminologisch bedeutsame Beiträge zu den vielfältigen Erscheinungsformen der Kriminalität, zu Tätern und Opfern (Viktimologie), Polizei, Sozialen Diensten und zum Justizvollzug. Darüber hinaus finden sich zahlreiche Dokumente zu übergeordneten Themen und Problemen der Strafrechtspflege, Kriminalpolitik, Kriminalstatistik, Kriminalprävention und inneren Sicherheit.